# Tolé (huyện)
Huyện Tolé là một huyện (distrito) thuộc tỉnh Chiriquí ở Panama. Theo điều tra dân số năm 2000, huyện này có dân số 11563 người. Huyện Tolé có diện tích 488 km². Huyện lỵ đóng tại Tolé.